# Uložské jezero
Uložské jezero (srbsky/bosensky Uloško jezero/Улошко језеро) se nachází v centrální části Bosny a Hercegoviny na území opštiny Kalinovik. Svůj název má podle vesnice Ulog, která se nachází v jeho blízkosti, 12 km daleko. Je také známé jako Crvanjské jezero (srbsky/bosensky Crvanjsko jezero/Црвањско језеро) podle nedalekého pohoří Crvanj.
Jezero se rozkládá v nadmořské výšce 1058 m n. m. Je dlouhé 500 metrů, široké 200 m a hluboké až 25 metrů. Nejvyšší hloubky dosahuje na západní straně v blízkosti úpatí pohoří Crvanj a mělké dno má směrem na východ. Žijí v něm pstruzi a kapři.
Západně od jezera se nachází vrchol Mali Vrh, ze severu jej obklopují bukové lesy. Podle starousedlíků se nachází na dně jezera několik pramenů. Voda, která z jezera odtéká, směřuje do řeky Neretvy.